# Castellar de la Muntanya
Castellar de la Muntanya és un nucli de població pertanyent al municipi de la Vall de Bianya (Garrotxa), que l'any 2008 tenia 10 habitants.

## Església deSanta Maria de Castellar de la Muntanya
L'església és de nau rectangular i a la capçalera hi ha un absis semicircular. El campanar és de torre, i la porta d'entrada, adovellada. L'església també té una pica baptismal d'immersió. L'edifici és del segle xii, malgrat que es tenen referències de l'església des de l'any 1079. Estava subjecta al monestir de Sant Joan les Fonts, que fou donat, junt amb les esglésies que depenien d'aquest, al de Sant Víctor de Marsella.